# Matteo Spippoli
Matteo Spippoli (Perugia, 4 settembre 1981) è un ex cestista italiano.

## Carriera
Centro di 212 centimetri per 110 kilogrammi, inizia la sua carriera nel 2003-04 alla Scuola Edile Perugia (C1).
L'anno successivo, il 2004-05, fa il suo esordio in Legadue con la Premiata Montegranaro, squadra con la quale conquista la promozione in LegA nel 2006.
Negli ultimi mesi della sua prima stagione nella massima serie viene ceduto in prestito alla Zarotti Imola in Legadue.
Ancora tecnicamente acerbo in tre anni di professionismo fa registrare 77 punti e 78 rimbalzi in 48 partite giocate.

Ingaggiato per la stagione 2008-09 dalla Solsonica Rieti (Lega Basket Serie A).